# Скрипенка
Скрипенка (рос. Скрипенка) — присілок Сафоновського району Смоленської області Росії. Входить до складу Василівського сільського поселення.
Населення — 0 осіб (2007 рік). 